# Pierre Parlebas
Pierre Parlebas (París, 19 de febrer del 1934) ha estat professor d'educació física, després professor de Magisteri, posteriorment a l'ENSEP (de 1965 a 1973), i a l'INSEP des de 1975.
Forma part dels primers professors d'educació física i esport designats a un lloc d'investigador. Fou doctor d'Estat en lletres i ciències humanes, ensenyà a la universitat de París V] Ciències socials i Matemàtiques. Fou llavors assignat a l'INSEP, com a responsable del laboratori d'investigació «Jocs esportius i ciència de l'acció motriu». El 1987, esdevingué professor de sociologia de l'esport a la universitat de París V.
A més, Pierre Parlebas és president dels Centres d'Entrenament amb Mètodes d'Educació Actius (Ceméa) on és igualment responsable del grup nacional jocs i pràctiques lúdiques.

## Obres principals
- Apport des activités physiques à l'éducation globale de l'enfant, revue Vers l'Éducation nouvelle, n°256, 257, octobre 1971
- Activités physiques et éducation motrice, Editions EP-S, Paris, 1976
- de sociologie du sport, PUF, Paris, 1986
- Sociométrie réseaux et communication, PUF, Paris, 1992
- Le corps et le langage parcours accidentés, L'harmattan, 1999
- Éducation langage et sociétés approches plurielles, L'harmattan, 1997
- Jeux sports et sociétés, Lexique de praxéologie motrice, INSEP, 1999
- Statistique appliquée aux activités physiques et sportives (avec Bernard Cyffers), INSEP, 1996